# Paratritemnodon
Paratritemnodon — вимерлий рід гієнодонтових ссавців родини Teratodontidae. Скам'янілості (5 колекцій) знайдено в Індії та Пакистані. Описано 2 види: Paratritemnodon indicus, Paratritemnodon jandewalensis.